# Karl Kaiser (Winzer)
Karl Josef Kaiser (* 22. September 1941 in St. Veit an der Gölsen, Österreich; † 22. November 2017 in Niagara Falls, Kanada) war ein österreichisch-kanadischer Winzer.

## Leben

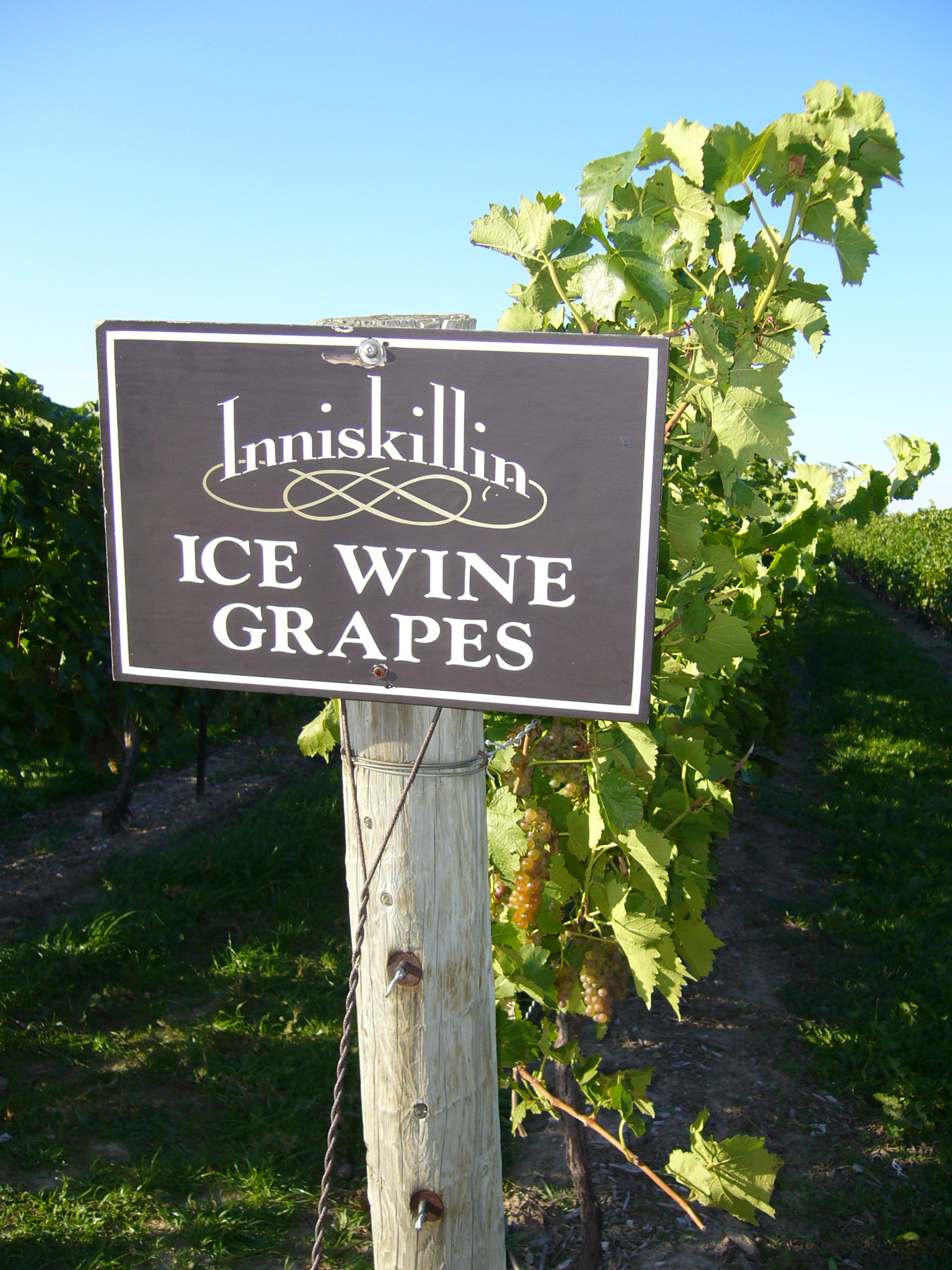
Reben am Weingut Inniskillin

Karl Kaiser wurde am 22. September 1941 als siebentes von neun Kindern von Josef Kaiser und Katharina Renz, einer Bauernfamilie, in der Ortschaft St. Veit an der Gölsen, einige Kilometer südlich von St. Pölten, geboren, wo er unter ärmlichen Verhältnissen aufwuchs. Er galt als ein begabter Schüler und wurde im Alter von zwölf Jahren ins nicht weit entfernte Zisterzienserkloster Lilienfeld entsandt. Während seiner Ausbildung zum Pfarrer lernte er neben Latein und Griechisch auch die Grundzüge des Weinbaus, indem er den hier ansässigen Mönchen beim Keltern half. Eine Laufbahn als Pfarrer schlug Kaiser nach der absolvierten Schulbildung nicht ein, sondern war anfangs als Lehrer in einer Sprachschule bzw. als Lehrer an einer Handelsschule tätig und half in seiner Freizeit bei lokalen Weinbauern mit. Während dieser Zeit lernte er auch seine spätere Ehefrau Sylvia Petritsch, damals 19 Jahre alt, kennen. Diese war ebenfalls eine gebürtige Niederösterreicherin, die allerdings nach Kanada ausgewandert und zu diesem Zeitpunkt gerade auf einem Heimatbesuch bei ihren Großeltern war, die hier ein Weingut und einen Heurigen besaßen, in dem sich das Paar kennen lernte.
Im Jahre 1969, zwei Jahre nachdem die beiden geheiratet hatten, zogen sie gemeinsam mit dem ersten gemeinsamen Kind, einer Tochter, nach Kanada, wo die Eltern Sylvias bereits lebten. Hier besuchte er anfangs Englischsprachkurse, war als Tankwart tätig und übernahm diverse andere Arbeiten, mit denen er seine Familie, die mittlerweile um zwei weitere Kinder, einen Sohn und eine Tochter, angewachsen war, ernährte. Um eine höhere schulische Ausbildung zu erhalten, inskribierte er an der Brock University in St. Catharines, einer Stadt in der Provinz Ontario, nur wenige Kilometer von den Niagarafällen entfernt, und wollte hier anfangs Geschichte studieren, ehe ihm gesagt wurde, dass sein Englisch hierfür zu schlecht wäre. Für ein Chemiestudium, das er im Jahre 1974 abschloss, meinte man, würden seine Englischkenntnisse reichen.
Noch im selben Jahr erhielt er mit seinem Partner Donald Ziraldo die erste Weinbaulizenz in Kanada seit der Prohibition. Zwar wurde in Kanada bereits seit dem frühen 19. Jahrhundert Weinbau betrieben, doch geschah dies keineswegs auf hohem Niveau. Dies nahmen die beiden Partner, die den in der Provinz Ontario erhältlichen Wein als ungenießbar bezeichneten, zum Anlass, um den kanadischen Wein auf ein neues Niveau zu heben und etwas für das Premiumsegment zu schaffen. So wurden unter den beiden erstmals edle Weinreben angebaut, wobei Riesling, Chardonnay und Gamay die ersten Sorten waren, die das neu gegründete Weingut Inniskillin auf einer damaligen Fläche von 32 Acres produzierte. Gemeinsam waren sie in den späteren Jahren an der Gründung der Vintners Quality Alliance (VQA), einem System zur Klassifizierung von Qualitätsweinen und deren Appelation, nach Vorbild der europäischen System Appellation d’Origine Contrôlée und Denominazione di origine controllata, beteiligt.
1991 setzte sich Kaisers Eiswein mit der Bezeichnung Inniskillin Vidal Icewine aus dem Jahre 1989 auf der renommierten VinExpo (siehe auch unter Weinmesse) in Bordeaux gegen 4000 Mitbewerber durch und gewann den Grand Prix d’Honneur. Dies verhalf dem Weinland Kanada erstmals zu einer weltweiten Anerkennung. Obwohl der Eiswein das Zugpferd des Unternehmens blieb und mit ebendiesem zahlreiche weitere weltweite Auszeichnungen gewonnen wurden, erhielt es ebensolche auch für Tafelweine.
Auf Initiative und unter der Führung von Kaiser wurde im Jahre 1991 an seiner Alma Mater das Cool Climate Oenology and Viticulture Institute (CCOVI) gegründet und ein Oenology-and-Viticulture-Undergraduate-Programm gestartet. Aufgrund seiner akademischen Tätigkeiten und Bemühungen erhielt er im Laufe seines Lebens zahlreiche Ehrungen. 1993 empfing er für seine Leistungen den Order of Ontario. Im Jahre 1994 erhielt er unter anderem von der Brock University das Ehrendoktorat und im Jahre 2002 wurde ihm die Queen Elizabeth II Golden Jubilee Medal verliehen. Im Jahre 2005, kurz vor seinem Ruhestand, wurde er von der Ontario Wine Society mit einem Preis für sein Lebenswerk (Ontario Wine Society Lifetime Achievement Award) ausgezeichnet.
Am 22. November 2017 starb Kaiser 76-jährig im Greater Niagara General Hospital in Niagara Falls und hinterließ seine Frau Sylvia, sowie drei Kinder und sieben Enkelkinder. Seine drei Kinder, die er mit seiner Ehefrau hatte, sind Stand 2013 alle erfolgreich in der Weinbranche aktiv. Während über sein Ableben vor allem in Kanada in einer Vielzahl von Medien berichtet wurde, wurden österreichische Medien erst im Jänner 2018 auf das Ableben des Weinbaupioniers aufmerksam. In seiner kanadischen Heimat fand in weiterer Folge eine gemeinsame Eisweinlese in seinem Gedenken statt, an der rund 300 Personen teilnahmen.
Klaus Reif, ein deutscher Emigrant und ebenfalls Winzer in Ontario, bezeichnete Kaiser als den „Großvater des kanadischen Weins“ (engl. Grandfather of Canadian wine).